# Vocation de Matthieu
 (avril 2024).
La mise en forme du texte ne suit pas les recommandations de Wikipédia : il faut le « wikifier ».
Les points d'amélioration suivants sont les cas les plus fréquents. Le détail des points à revoir est peut-être précisé sur la page de discussion.
- Les titres sont pré-formatés par le logiciel. Ils ne sont ni en capitales, ni en gras.
- Le texte ne doit pas être écrit en capitales (les noms de famille non plus), ni en gras, ni en italique, ni en « petit »…
- Le gras n'est utilisé que pour surligner le titre de l'article dans l'introduction, une seule fois.
- L'italique est rarement utilisé : mots en langue étrangère, titres d'œuvres, noms de bateaux, etc.
- Les citations ne sont pas en italique mais en corps de texte normal. Elles sont entourées par des guillemets français : « et ».
- Les listes à puces sont à éviter, des paragraphes rédigés étant largement préférés. Les tableaux sont à réserver à la présentation de données structurées (résultats, etc.).
- Les appels de note de bas de page (petits chiffres en exposant, introduits par l'outil «  Source ») sont à placer entre la fin de phrase et le point final[comme ça].
- Les liens internes (vers d'autres articles de Wikipédia) sont à choisir avec parcimonie. Créez des liens vers des articles approfondissant le sujet. Les termes génériques sans rapport avec le sujet sont à éviter, ainsi que les répétitions de liens vers un même terme.
- Les liens externes sont à placer uniquement dans une section « Liens externes », à la fin de l'article. Ces liens sont à choisir avec parcimonie suivant les règles définies. Si un lien sert de source à l'article, son insertion dans le texte est à faire par les notes de bas de page.
- La présentation des références doit suivre les conventions bibliographiques. Il est recommandé d'utiliser les modèles {{Ouvrage}}, {{Chapitre}}, {{Article}}, {{Lien web}} et/ou {{Bibliographie}}. Le mode d'édition visuel peut mettre en forme automatiquement les références.
- Insérer une infobox (cadre d'informations à droite) n'est pas obligatoire pour parachever la mise en page.

Pour une aide détaillée, merci de consulter Aide:Wikification.
Si vous pensez que ces points ont été résolus, vous pouvez retirer ce bandeau et améliorer la mise en forme d'un autre article.

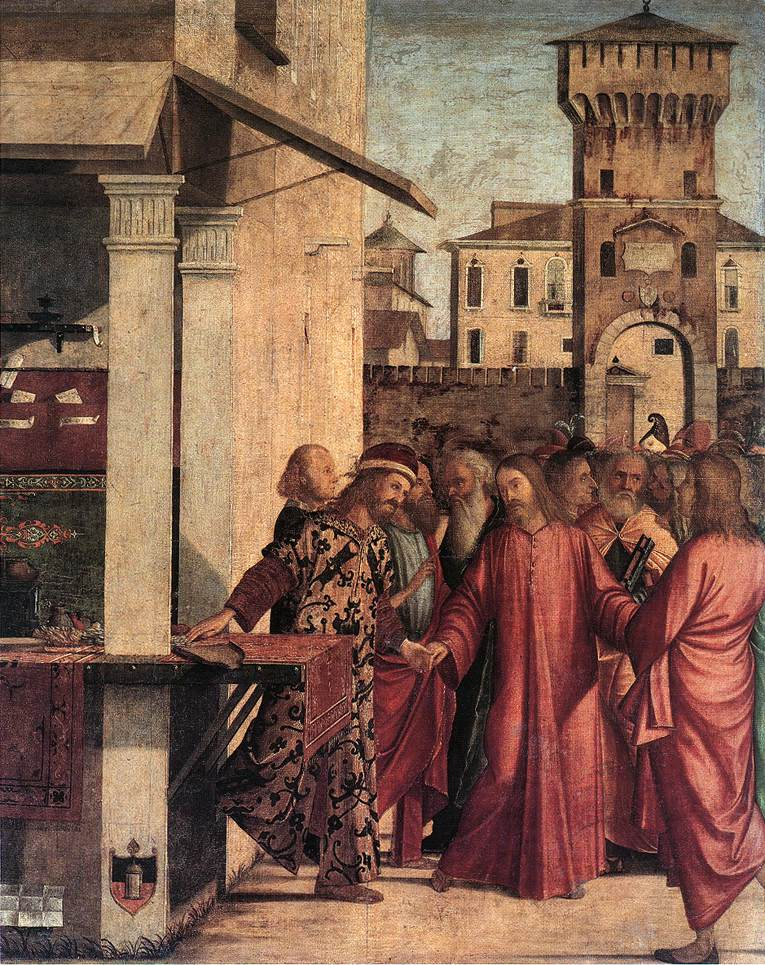
La Vocation de Matthieu, Vittore Carpaccio, 1502.

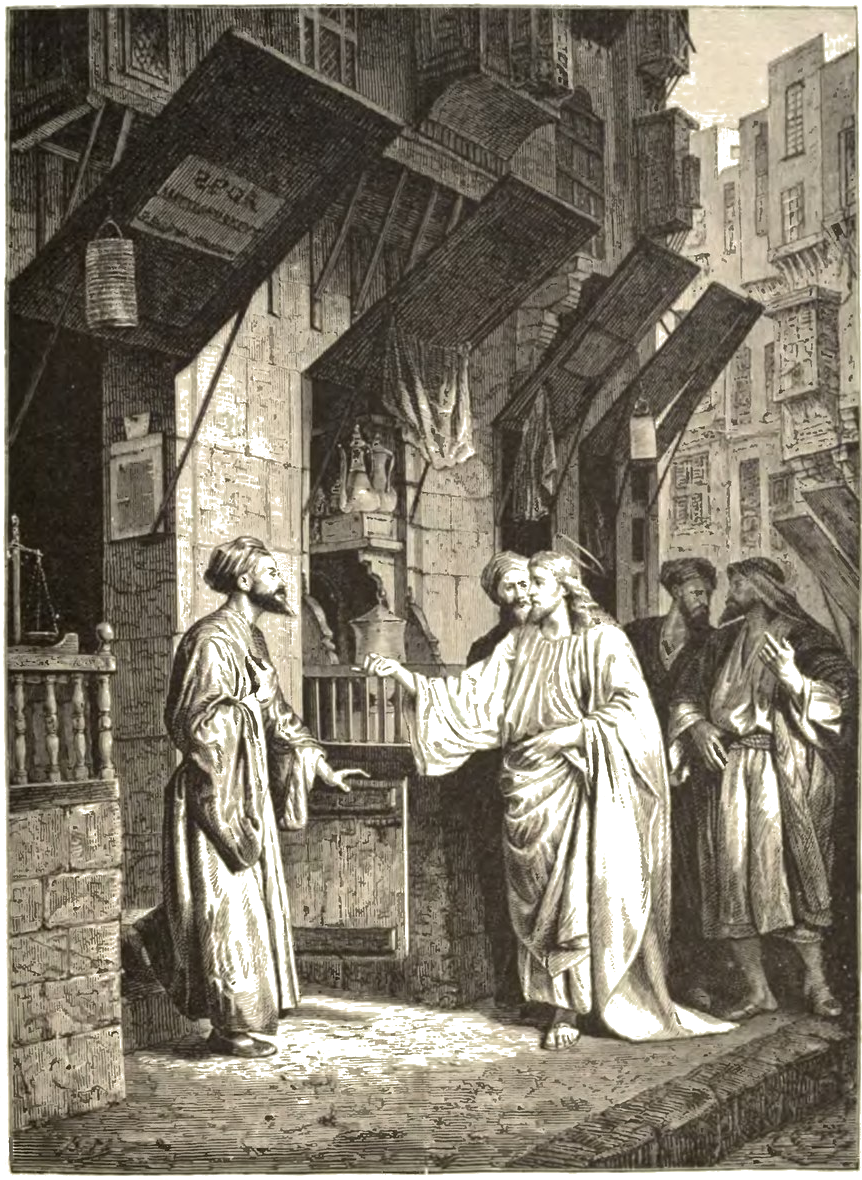
Vocation de Matthieu, Alexandre Bida, 1875.

La Vocation de Matthieu est un épisode de la vie de Jésus qui apparaît dans tous les trois évangiles synoptiques, Matthieu 9:9-13, Marc 2:13-17  et Luc 5:27-28, et raconte la rencontre initiale entre Jésus et Matthieu, le collecteur d'impôts qui devint un disciple.

## Récits bibliques
Selon l'Évangile selon Matthieu: "Jésus partit de là et vit, en passant, un homme, du nom de Matthieu, assis à son bureau de collecteur d’impôts. Il lui dit : « Suis-moi. » L’homme se leva et le suivit."
Un collecteur d'impôts pouvait être un travailleur indépendant avec le gouvernement Romain, qui payait une redevance à Rome qui obtient le droit d'extraire les impôts des gens dans une certaine zone, avec une commission pour le collecteur et ses employés ; ou pouvait également avoir été un collecteur à péage pour Hérode Antipas, Capharnaüm était une zone avec un grand trafic de personnes et de marchants. Quoi qu'il arrive, Matthieu pourrait avoir été un individu vraiment impopulaire.
Le Grec biblique : τὸ τελώνιον (to telōnion) est souvent traduit comme "la cabine du collecteur d'impôts" ou "bureau d'impôt". La Bible du Roi Jacques dit que Matthieu était "assis à la réception de la douane". La traduction de Wycliffe était "assis dans une cabine de péage".
Dans tous les trois évangiles synoptiques, cet épisode prend place peu après le miracle de la Guérison d'un paralytique et est suivi par la Parabole des outres neuves. Dans les évangiles de Marc et Luc, la personne est appelée Lévi, qui était le fils d'Alphée selon Marc (Luc ne mentionne pas Alphée).
Aussi dans tous les trois récits synoptiques Jésus est ensuite invité à un banquet, avec une foule de collecteurs d'impôts et autres. Les Pharisiens se plaignent ensuite :

« Lévi donna pour Jésus une grande réception dans sa maison ; il y avait là une foule nombreuse de publicains et d’autres gens attablés avec eux.
Les pharisiens et les scribes de leur parti récriminaient en disant à ses disciples : « Pourquoi mangez-vous et buvez-vous avec les publicains et les pécheurs ? »
Jésus leur répondit : « Ce ne sont pas les gens en bonne santé qui ont besoin du médecin, mais les malades.
Je ne suis pas venu appeler des justes mais des pécheurs, pour qu’ils se convertissent. »

## Commentaire
Roger Baxter réfléchit sur la vocation de Matthieu dans ses Méditations, écrivant que :
Grande était la force de cette vocation, qui était capable de retirer un homme de ses richesses: et la même vocation, peut-être, ne serait pas assez puissant pour vous retirer des plus petits obstacles. Qui peut désespérer du salut, lorsqu'il voit les pécheurs publics sortis d'une douane, supposé non seulement à l'amitié de Dieu, mais élevé à la plus haute dignité de l'apostolat. "La bonté du Seigneur est pour tous, sa tendresse, pour toutes ses oeuvres." (Psaume 144:9.)
Cornélius a Lapide dans son commentaire écrit :
Ainsi donc, comme un aimant attire le fer, ainsi le Christ a attiré Matthieu, et par son attraction, lui a donné ses vertus, et surtout son amour extrême de Dieu, zèle pour les âmes, l'ardeur en prêchant. Écoutez le récit de la conversion de saint Matthieu, qu'il a lui-même donné à sainte Brigitte de Suède, lorsqu'en priant à sa tombe à Malphi : "C'était mon désir au temps où j'étais publicain de ne frauder personne, et je souhaitais trouver une manière par laquelle je pourrais abandonner cet emploi, et m'attacher à Dieu de tout mon cœur. Lorsque néanmoins Lui qui m'aimait, même Jésus-Christ prêchait, Sa vocation était une flamme de feu dans mon cœur ; et Ses paroles furent si douces à mon goût, que je ne pensais plus aux richesses que de pailles : cela m'était agréable de pleurer de joie, que mon Dieu avait daigner appeler un de ces petits comptes, et un si grand pécheur comme moi à Sa grâce. Et comme je m'attachais à mon Seigneur, Ses paroles brûlantes devenaient fixées dans mon cœur, et le jour et la nuit je m'en suis nourri par la méditation, comme de la nourriture la plus douce.",

## Dans l'art
La vocation de Matthieu a été le sujet d'œuvres d'art de plusieurs peintres, incluant : 
- La Vocation de saint Matthieu, Le Caravage (1599-1600) à la Chapelle Contarelli dans l'Église Saint-Louis-des-Français de Rome
- Hendrick ter Brugghen (1621)
- Juan de Pareja (1661)

## Voir également
- Institution des douze apôtres
- Appel des disciples
- Grande Mission